# Artigues-près-Bordeaux
Artigues-près-Bordeaux – miejscowość i gmina we Francji, w regionie Nowa Akwitania, w departamencie Żyronda.
Według danych na rok 1990 gminę zamieszkiwało 5530 osób, a gęstość zaludnienia wynosiła 751 osób/km² (wśród 2290 gmin Akwitanii Artigues-près-Bordeaux plasuje się na 74. miejscu pod względem liczby ludności, natomiast pod względem powierzchni na miejscu 1252.).